# Georg Westling
Georg Gustaf Westling (Helsinque, 24 de agosto de 1879 — 14 de novembro de 1930) foi um velejador finlandês, medalhista olímpico. Ele competiu nos Jogos Olímpicos de Verão de 1912 na classe 8 Metre e conquistou a medalha de bronze na disputa a bordo do Lucky Girl com Arthur Ahnger, Emil Lindh, Bertil Tallberg e Gunnar Tallberg. A nível de clube, representou o Nyländska Jaktklubben.